# وليد قمحاوي
وليد قمحاوي (1923م-2005م) هو كاتب، اكاديمي، سياسي وطبيب فلسطيني -أردني، ولد في نابلس بفلسطين عام 1923م، شغل منصب عضو في اللجنة التنفيذية لمنظمة التحرير الفلسطينية وهو المؤسس الاول لجامعة القدس المفتوحة، كما كان رئيس نقابة الاطباء الأردنيين.

## نشأته وتعليمه
ولد وليد قمحاوي في نابلس عام 1923 لأحد أكبر عائلات نابلس في تلك الفترة. بدأ مشواره الأكاديمي في كلية النجاح الوطنية في نابلس ثم التحق بالجامعة الأميركية في بيروت وتخرج طبيباً عام 1947م ثم سافر إلى القاهرة لتخصص بالجراحة في كلية طب القصر العيني. وتخصص في أمراض النساء والولادة في جامعة دبلن في إيرلندا وتخرج منها سنة 1962. لاحقاً تزوج وليد قمحاوي في عمان وأنجب عشرة من الأبناء والبنات.

## المناصب التي شغلها
شغل وليد قمحاوي منصب عضو اللجنة التنفيذية لمنظمة التحرير الفلسطينية خلال فترتين، الأولى: منذ تأسيسها عام 1964م برئاسة احمد الشقيري حتى عام 1966م، والثانية: منذ عام 1974م حتى 1981م اذ شغل أيضاً خلال تلك الفترة منصب رئيس مجلس إدارة الصندوق العربي الفلسطيني.
أشرف وليد قمحاوي على تأسيس مشروع اكاديمي لتعليم الفلسطينيين عن بعد بسبب معاناة التنقل والسفر التي يعاني منها الفلسطينيون بفعل الأسر والحصار، فنتيجة لهذا المشروع ظهرت إلى النور جامعة القدس المفتوحة للتعليم عن بعد وكان وليد قمحاوي أول رئيس للجامعة. لاحقاً تم افتتاح فروع عدة للجامعة في انحاء فلسطين.
كما انتخب نقيباً لأطباء الاردن ثلاث دورات بين 1963 و 1966م، إضافة إلى ذلك انتخب لمنصب الأمين العام المساعد لرئيس اتحاد الاطباء العرب في تلك الفترة.

## وفاته
توفي وليد قمحاوي بتاريخ 4 كانون الثاني\ يناير من عام 2005م عن عمر ناهز 82 عام. وشيع جثمانه إلى مقبرة سحاب الإسلامية في مدينة عمان.

## من مؤلفاته
أصدر موسوعة كبرى أسماها «النكبة والبناء» ونشر أول مقال له في «مجلة الغد» الفلسطينية عام 1963م، ثم تابع نشر كثير من المقالات في الدوريات العربية. من مؤلفاته:
- «النكبة والبناء» (موسوعة كبرى) - 1956.
- «تنظيم النسل» (1954).
- «الكون الأحدب - قصة النظرية النسبية».